# Alfa Romeo Scighera
L' Alfa Romeo Scighera est un concept-car fonctionnel au style futuriste conçu par Fabrizio Giugiaro et fabriqué par Italdesign à Turin , en Italie, en 1997 pour le constructeur automobile Alfa Romeo. Le nom "Scighera" signifie brume dans le dialecte milanais.

## Conception
La Scighera a été conçue par Italdesign comme un hommage à l'histoire de la course d'Alfa Romeo et a été conçue pour être une voiture de course destinée à la route. Le design combine des éléments modernes et classiques. L'avant de la voiture s'inspire de l'aile avant des voitures de Formule 1 qui a une conception basse et une aile intégrée sur le contrefort afin de créer une force d'appui. La forme en V de l'avant imite celle du logo Alfa Romeo. En raison de l'aile intégrée, la voiture avait des phares fins qui étaient tristement appelés "yeux de clown".
Le pare-brise de la voiture s'inspire des voitures de course d'Alfa Romeo des années 1950 et 1960 et s'étend sur le côté de la voiture. Les portes avaient le mécanisme d'ouverture unique emprunté par le Nazca C2 qui incorporait une porte conventionnelle s'ouvrant vers l'extérieur avec une fenêtre s'ouvrant en aile de mouette. Les vitres étaient amovibles, ce qui rendait la voiture convertible en biplace à toit ouvert. La configuration en aile de mouette était actionnée électroniquement. 
Le grand capot moteur et l'aile arrière sont d'une seule pièce en fibre de carbone, permettant un accès facile aux composants mécaniques de la voiture. Les fins feux arrière sont rejoints par un troisième feu stop intégré à l'aile arrière. Le capot moteur s'ouvre en deux étapes. La première permet au conducteur de faire le plein de la voiture tandis que la deuxième étape permet d'accéder au moteur.

## Caractéristiques
La Scighera est basé sur la 164 et a une carrosserie entièrement en aluminium  la structure du cadre est en composite aluminium-fibre de carbone, et propulsée par un moteur V6 bi-turbo Alfa Romeo de 3,0 L (180 cu in). Le moteur produisait une puissance maximale de 400 ch (298 kW; 406 ch) à 7 500 tr/min et un couple de 327 lb⋅ft (443 N⋅m). Le système de traction intégrale est dérivé du 155 . L'intérieur de la voiture était recouvert de cuir Connolly,.

## Fabrication et performances
La voiture peut accélérer de 0 à 60 mph (97 km/h) en 3,7 secondes et avait une vitesse de pointe de 186 mph (299 km/h).
Italdesign avait l'intention de faire entrer la Scighera dans la course et a même construit une version de course de la voiture qui avait un intérieur nu, un grand aileron arrière fixe et supprimait le mécanisme en aile de mouette. Ils envisageaient une production à petite échelle pour homologation, mais cela ne s'est jamais concrétisé.

## Media
La voiture est présentée dans le jeu vidéo de course  Need for Speed III: Hot Pursuit de 1998 sous le nom d'Italdesign Scighera, exclusivement dans la version PC. La version PlayStation propose à la place le Nazca C2.